# Schörfling am Attersee
Schörfling am Attersee è un comune austriaco di 3 384 abitanti nel distretto di Vöcklabruck, in Alta Austria; ha lo status di comune mercato (Marktgemeinde).

## Monumenti e luoghi d'interesse
- Castel Kammer

## Amministrazione

### Gemellaggi
- Wanfried[senza fonte]